# Gijzeling in Enspijk
De gijzeling in Enspijk in 1973 is bekend geworden als de eerste niet-politieke gijzeling die in Nederland plaatsvond.

## Aanleiding
Op 29 januari 1973 werd door Daan Denie en Jan Brouwers een overval gepleegd op een sigarenwinkel annex postagentschap in 's-Hertogenbosch. Beide overvallers waren enkele maanden eerder uit de Scheveningse gevangenis ontsnapt. Met de buit, bestaande uit 16.000 gulden in contanten, 10.000 gulden aan postzegels en 50 sigaren, vluchtten de overvallers over de A2 weg van 's-Hertogenbosch. Ter hoogte van het Verkeersplein bij Deil kwam de vluchtauto zonder brandstof te staan. Hierop liepen de overvallers met jerrycans naar een nabijgelegen tankstation, terwijl ze de complete buit op de achterbank lieten liggen. Na de jerrycans gevuld te hebben, zagen de overvallers een politiewagen bij de vluchtauto staan.
Met een vuurwapen dwongen Denie en Brouwers een automobilist tot stoppen en namen ze zijn wagen over. Ze vluchtten richting Enspijk, waar ze een doodlopende straat inreden. Hierop stapten Denie en Brouwers uit de auto en liepen ze richting een woonhuis. Ze drongen het huis binnen en de aanwezige bewoners, een man, zijn vrouw en dochter, werden in gijzeling genomen.

## Verloop

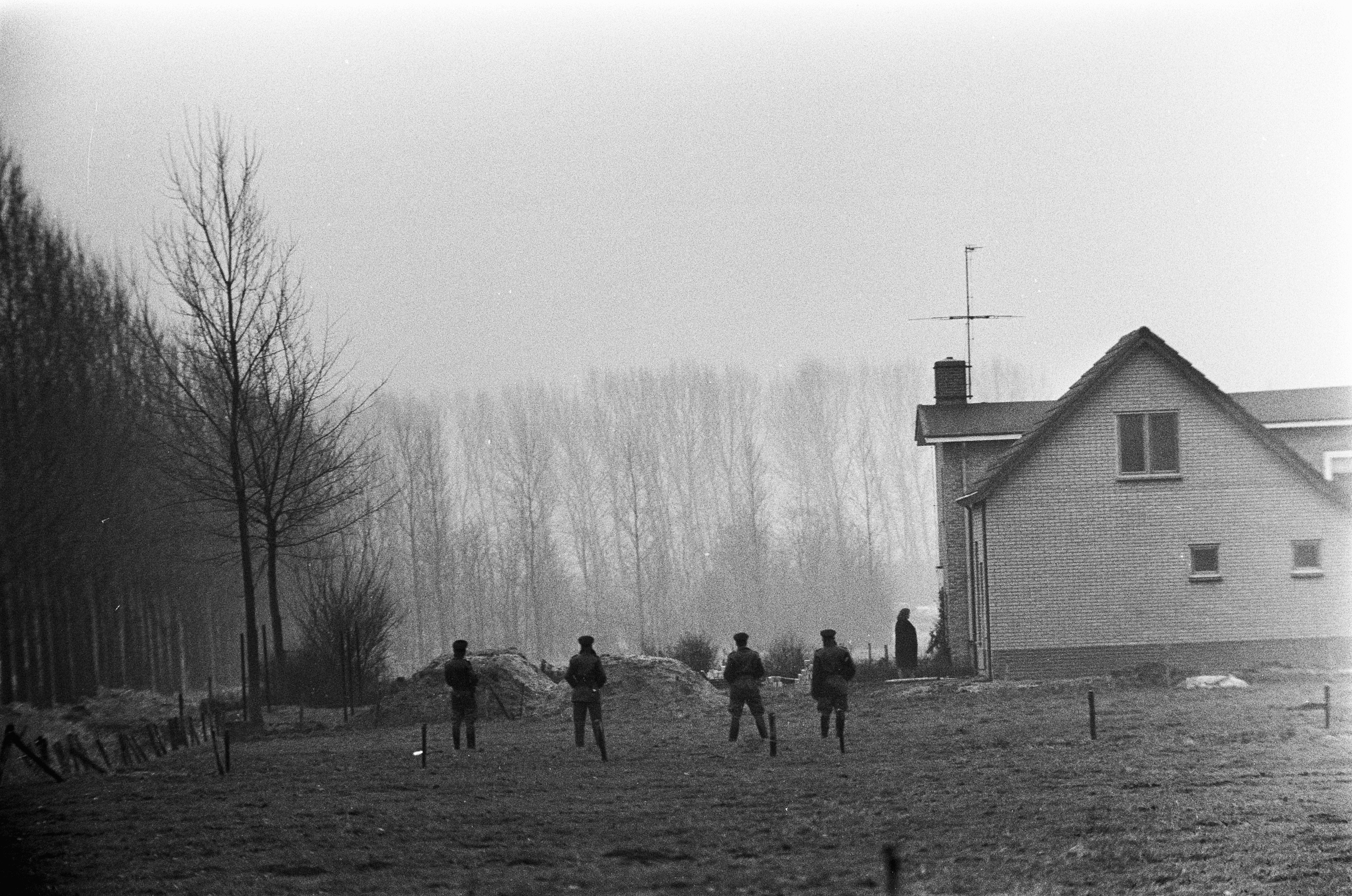
Onderhandeling door de moeder van een van de overvallers

Al snel kreeg de zaak veel aandacht van de autoriteiten, media en omwonenden. De politie was van oordeel dat zij over onvoldoende capaciteit beschikte om tegen de zwaarbewapende overvallers op te treden en leende van het 48e Pantserinfanteriebataljon Regiment van Heutsz gelegerd op de Koning Willem I-kazerne twee YP-408-pantserwielvoertuigen. De media namen via de telefoon contact op met het huis en spraken de gijzelaars en gijzelnemers. Pas enige uren later werd dit telefoonnummer afgesloten. Denie en Brouwers wilden een snelle vluchtauto en twee uur voorsprong op de politie. De politie schakelde uiteindelijk de familie van Denie en Brouwers in om de gijzelingsactie tot een einde te brengen. Uiteindelijk had een poging van de moeder van Denie succes. Ze kregen een vrijgeleide met de moeder en reden richting Den Haag. In deze woonplaats van Denie werden beide mannen 30 uur na het begin van de gijzeling aangehouden.

## Gevolg
De bestaande structuren en capaciteiten van de autoriteiten bleken onvoldoende voorbereid op dergelijke criminele acties. Naar aanleiding van deze actie, in combinatie met een gijzeling in München in 1972, werd drie weken later de Bijzondere Bijstandseenheid van de politie opgericht.
In de rechtszaak werd 10 jaar celstraf geëist, 7 jaar werd in hoger beroep gegeven. Uit de telefonische gesprekken door media met de familie Smits tijdens de gijzelingsactie, uit een interview met dezelfde familie in Panorama en tijdens de rechtszaak kwam naar voren dat deze familie al snel empathie had ontwikkeld voor de overvallers en gijzelnemers. Ze hadden meer kritiek op het gedrag van de autoriteiten, mede door bij het huis geplaatste tanks. Dit gedrag wordt verklaard als het stockholmsyndroom, vernoemd naar het gedrag van gijzelaars tijdens en na een gijzeling in Stockholm een halfjaar ná de gijzeling in Enspijk.